# Motrice STEFER série 400
La Motrice SRTO série 400 est une rame de tramway italien développée en 1936 par l'ingénieur Mario Urbinati, directeur technique à la STEFER, compagnie romaine de transports en commun, qui a mis en oeuvre, pour la première fois au monde, son système breveté de pivotement "Urbinati", un type de jonction articulée entre 2 caisses qui deviendra rapidement d'usage général chez les constructeurs italiens et étrangers.

## Histoire
En 1938, le constructeur de Padoue, Officine Meccaniche della Stanga, appelé simplement "Stanga" en Italie, construit un prototype de rame articulée de tramway, fruit d'une étude de l'ingénieur Urbinati de la STEFER. Le principe d'accoler deux caisses solidaires était une révolution à l'époque où les tramways étaient composés de motrices simples avec une ou deux remorques tractées.
Le premier système Urbinati articulé à deux caisses et trois bogies a été livré à la STEFER, à Rome, le 15 avril 1939 sous le numéro 401. Il a été immédiatement présenté au public et à la presse puis immédiatement mis test. La rame révéla immédiatement ses capacités et qualités routières exceptionnelles et, après quelques ajustements, une série de onze exemplaires est commandée au constructeur Officine Meccaniche della Stanga. Les 11 rames ont été livrées et mises en service en 1941 sous les numéros 402 à 412.
Les rames de tramway STEFER série 400 ont assuré un service intense à forte fréquentation essentiellement sur les lignes urbaines Gare de Rome-Termini - Capannelle et Termini - Cinecittà. En 1980, lors de la fermeture de ces lignes de tramways, remplacées par la ligne A du métro de Rome, les rames ont été mises en dépôt puis démolies en 1992 sauf 3 qui ont été préservées.
La rame prototype STEFER 401, a été restaurée par l'Associazione Torinese Tram Storici (it) - Association Turinoise des Tramways Historiques ATTS de Turin. La rame STEFER 402 est conservée au Musée ferroviaire de la gare de Colonna et la rame STEFER 404 au Musée du parc ferroviaire de Porta San Paolo de Rome.
Les rames STEFER 400 peuvent être considérée comme des rames prototypes. Le constructeur Officine Meccaniche della Stanga développa dès 1940 la rame série 7000 dont 115 exemplaires ont été livrés aux société de transport en commun de Rome STEFER, STRO et ATAC.

### Équipements électriques
Les 11 rames STEFER de la série 400 ont toutes été équipées de 4 moteurs électriques Tecnomasio GDTM 1303 développant chacun 58 ch. Le captage de courant se fait par pantographe.